# Douglas, Wyoming
Douglas (în lakota: Pȟežíȟota Otȟúŋwahe; cod FIPS, 56-2112) este un oraș și sediul administrativ al comitatului Converse, din statul Wyoming, SUA. GR6 Având o populație de 5.288 de locuitori, conform recensământului Census 2000 efectuat de United States Census Bureau, orașul Douglas este trecut pe lista National Register of Historic Places pentru gara sa.

## Geografie
Conform datelor statistice aflate la United States Census Bureau, orașul are o suprafață totală de 13,6 km² (sau 5.2 square miles), dintre care 13.2 km² (sau 5.1  mi²) reprezintă uscatul și restul de 0,4 km² (sau 0.12 mi²) reprezintă apă (2.67%).

### Clima
| Date climatice pentru Douglas, Wyoming     | Date climatice pentru Douglas, Wyoming | Date climatice pentru Douglas, Wyoming | Date climatice pentru Douglas, Wyoming | Date climatice pentru Douglas, Wyoming | Date climatice pentru Douglas, Wyoming | Date climatice pentru Douglas, Wyoming | Date climatice pentru Douglas, Wyoming | Date climatice pentru Douglas, Wyoming | Date climatice pentru Douglas, Wyoming | Date climatice pentru Douglas, Wyoming | Date climatice pentru Douglas, Wyoming | Date climatice pentru Douglas, Wyoming | Date climatice pentru Douglas, Wyoming |
| Luna                                       | Ian                                    | Feb                                    | Mar                                    | Apr                                    | Mai                                    | Iun                                    | Iul                                    | Aug                                    | Sep                                    | Oct                                    | Nov                                    | Dec                                    | Anual                                  |
| ------------------------------------------ | -------------------------------------- | -------------------------------------- | -------------------------------------- | -------------------------------------- | -------------------------------------- | -------------------------------------- | -------------------------------------- | -------------------------------------- | -------------------------------------- | -------------------------------------- | -------------------------------------- | -------------------------------------- | -------------------------------------- |
| Maxima istorică °F (°C)                    | 65 (18)                                | 69 (21)                                | 77 (25)                                | 86 (30)                                | 93 (34)                                | 103 (39)                               | 103 (39)                               | 101 (38)                               | 97 (36)                                | 88 (31)                                | 76 (24)                                | 68 (20)                                | 103 (39)                               |
| Maxima medie °F (°C)                       | 37.4 (3)                               | 41.6 (5,3)                             | 49.2 (9,6)                             | 57.5 (14,2)                            | 67.2 (19,6)                            | 79.0 (26,1)                            | 86.4 (30,2)                            | 85.3 (29,6)                            | 74.8 (23,8)                            | 62.2 (16,8)                            | 46.3 (7,9)                             | 38.6 (3,7)                             | 60,46 (15,81)                          |
| Media zilnică °F (°C)                      | 23.7 (−4.6)                            | 28.3 (−2.1)                            | 35.9 (2,2)                             | 43.5 (6,4)                             | 53.1 (11,7)                            | 63.5 (17,5)                            | 70.3 (21,3)                            | 68.8 (20,4)                            | 58.1 (14,5)                            | 46.2 (7,9)                             | 32.9 (0,5)                             | 25.0 (−3.9)                            | 45,78 (7,65)                           |
| Minima medie °F (°C)                       | 9.9 (−12.3)                            | 14.9 (−9.5)                            | 22.5 (−5.3)                            | 29.5 (−1.4)                            | 39.0 (3,9)                             | 47.9 (8,8)                             | 54.2 (12,3)                            | 52.2 (11,2)                            | 41.3 (5,2)                             | 30.1 (−1.1)                            | 19.5 (−6.9)                            | 11.4 (−11.4)                           | 31,03 (−0,54)                          |
| Minima istorică °F (°C)                    | −38 (−39)                              | −33 (−36)                              | −19 (−28)                              | −12 (−24)                              | 16 (−9)                                | 28 (−2)                                | 34 (1)                                 | 29 (−2)                                | 11 (−12)                               | −6 (−21)                               | −24 (−31)                              | −41 (−41)                              | −41 (−41)                              |
| Precipitații inches (mm)                   | 0.38 (9.7)                             | 0.42 (10.7)                            | 0.78 (19.8)                            | 1.64 (41.7)                            | 2.50 (63.5)                            | 1.42 (36.1)                            | 1.56 (39.6)                            | 0.91 (23.1)                            | 1.07 (27.2)                            | 0.80 (20.3)                            | 0.74 (18.8)                            | 0.36 (9.1)                             | 12,58 (319,5)                          |
| Sursa nr. 1: NOAA (normals, 1971–2000)     |                                        |                                        |                                        |                                        |                                        |                                        |                                        |                                        |                                        |                                        |                                        |                                        |                                        |
| Sursa nr. 2: The Weather Channel (Records) |                                        |                                        |                                        |                                        |                                        |                                        |                                        |                                        |                                        |                                        |                                        |                                        |                                        |

## Posturi de radio
KKTY (AM) 1470 și KKTY-FM 99.3